# پریکوسیتسه
پریکوسیتسه (به چکی: Příkosice) یک منطقهٔ مسکونی در جمهوری چک است که در ناحیه روکیتسانی واقع شده‌است. پریکوسیتسه ۷٫۱ کیلومتر مربع مساحت و ۳۷۰ نفر جمعیت دارد و ۴۹۵ متر بالاتر از سطح دریا واقع شده‌است.